# Ayios Vasilios
Ayios Vasilios (turkiska: Ayvasıl) är en ort i Cypern. Den ligger i distriktet Eparchía Lefkosías, i den centrala delen av landet, 17 km väster om huvudstaden Nicosia. Ayios Vasilios ligger 162 meter över havet och antalet invånare är 154. Den ligger på ön Cypern.
Terrängen runt Ayios Vasilios är platt åt sydost, men åt nordväst är den kuperad.Trakten runt Ayios Vasilios är tätbefolkad, med 356 invånare per kvadratkilometer. Närmaste större samhälle är Nicosia, 17,0 km öster om Ayios Vasilios. Trakten runt Ayios Vasilios är i huvudsak ett öppet busklandskap.
Årsmedeltemperaturen i trakten är 23 °C. Den varmaste månaden är juli, då medeltemperaturen är 35 °C, och den kallaste är januari, med 10 °C. Genomsnittlig årsnederbörd är 474 millimeter. Den regnigaste månaden är december, med i genomsnitt 108 mm nederbörd, och den torraste är augusti, med 1 mm nederbörd.